# Desinformation
Desinformation refererer generelt til en bevidst vildledende, partisk eller manipuleret fortælling eller oplysning. Modsat misinformation – som er unøjagtig eller vildledende oplysninger, der spredes uagtet af afsenders intention – omhandler desinformation kun den delmængde af misinformationer, som spredes bevist for at bedrage. Nogle har en mere snæver definition af ordet misinformation, således dette ord kun refererer til falske information fremsat uden intention. Som følge af en sådan definition vil ordet desinformation stå i entydig kontrast til ordet misinformation.
Det danske ord "desinformation" kommer fra det engelske ord "disinformation", som oprindeligt kommer fra navnet på KGB's black propaganda afdeling, "dezinformatsiya". Joseph Stalin navngave afdelingen med det fransk-klingende ord, da han hævdede, at det havde en vestlig oprindelse. Desinformation blev defineret i "Great Soviet Encyclopedia (1952)" som "falske oplysninger med den hensigt at bedrage den offentlige mening". Ordets, desinformation, oprindelige betydning er derfor også: "en fjendtlig handling, hvor en regering eller efterretningstjeneste udsender falske oplysninger, med et sigte om politisk undergravning".
Et eksempel på nyere vidensformidling, der er blevet kritiseret for at være desinformation, er Great Barrington-erklæringen og andre opfattelser af, hvad der er de mest hensigtmæssige måder at bekæmpe Coronoaviruspandemien på, som kan kædes sammen med særlige politiske interesser. 